# Psectrocladius fennicus
Psectrocladius fennicus är en tvåvingeart som beskrevs av Stora 1939. Psectrocladius fennicus ingår i släktet Psectrocladius och familjen fjädermyggor. Arten är reproducerande i Sverige. Inga underarter finns listade i Catalogue of Life.